# Denkmal für Katharina II. (Odessa)

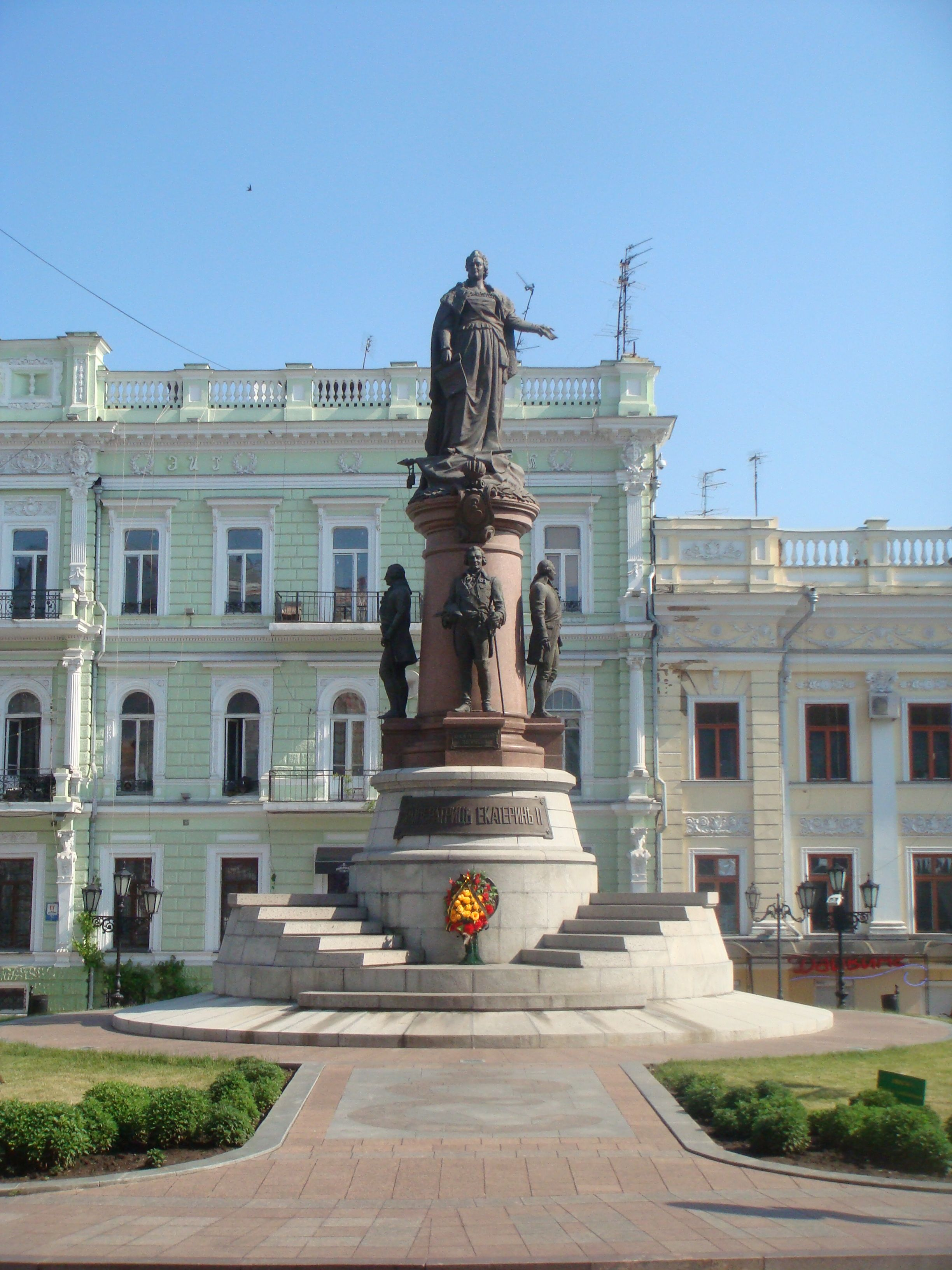
Denkmal für Odessas Gründer (2010)

Das Katharinendenkmal war ein erstmals im Jahr 1900 enthülltes und 2007 wiedererrichtetes, nach der russischen Kaiserin Katharina II. benanntes und „den Gründern Odessas“ gewidmetes Denkmal in der ukrainischen Hafenstadt Odessa. Es wurde im Dezember 2022 – nach dem russischen Überfall auf die Ukraine – von den Behörden demontiert.

## Lage
Das Denkmal wurde auf dem Katharinenplatz im Stadtzentrum Odessas errichtet. Die Form des Platzes änderte sich wiederholt, der Name wechselte siebenmal. Die vom Platz abgehende Katharinenstraße führt zum etwa 150 Meter entfernten Denkmal für Armand Emmanuel du Plessis, duc de Richelieu an der Potemkinschen Treppe, die sich in unmittelbarer Nähe des Hafens von Odessa befindet. Im Jahr 2022 wurde beschlossen das Denkmal abzubauen und in Zukunft im Museum der bildenden Künste auszustellen.

## Bedeutung
Nach der Plakette am Postament in russischer Sprache ist das Denkmal „den Gründern Odessas“ gewidmet.
Die größte Plakette im Sockel des Denkmals ist Katharina II. gewidmet, Russlands Kaiserin, die 1794 den Befehl zur Gründung Odessas gab. Dass sie auf einer Fahne des Osmanischen Reichs steht, erinnert an Russlands Erfolge im Russisch-Österreichischen Türkenkrieg (1787–1792).
Die weiteren Geehrten sind neben Katharina II.:
- José de Ribas (1749–1800), spanischer Admiral in russischen Diensten, Eroberer der Festung Yeni Dünya bei Hacıbey und erster russischer Statthalter von Odessa
- François Sainte de Wollant (1752–1818), holländischer Generalmajor, dann russischer Ingenieur und Minister, der die Stadt am Reißbrett entwarf
- Platon Alexandrowitsch Subow (1767–1822), Katharinas letzter Favorit und Generalgouverneur von Neurussland
- Grigori Potemkin (1739–1791), russischer Fürst, Politiker und Feldmarschall bei der russischen Eroberung Neurusslands

## Erstes Denkmal

### Vorgeschichte und Bau

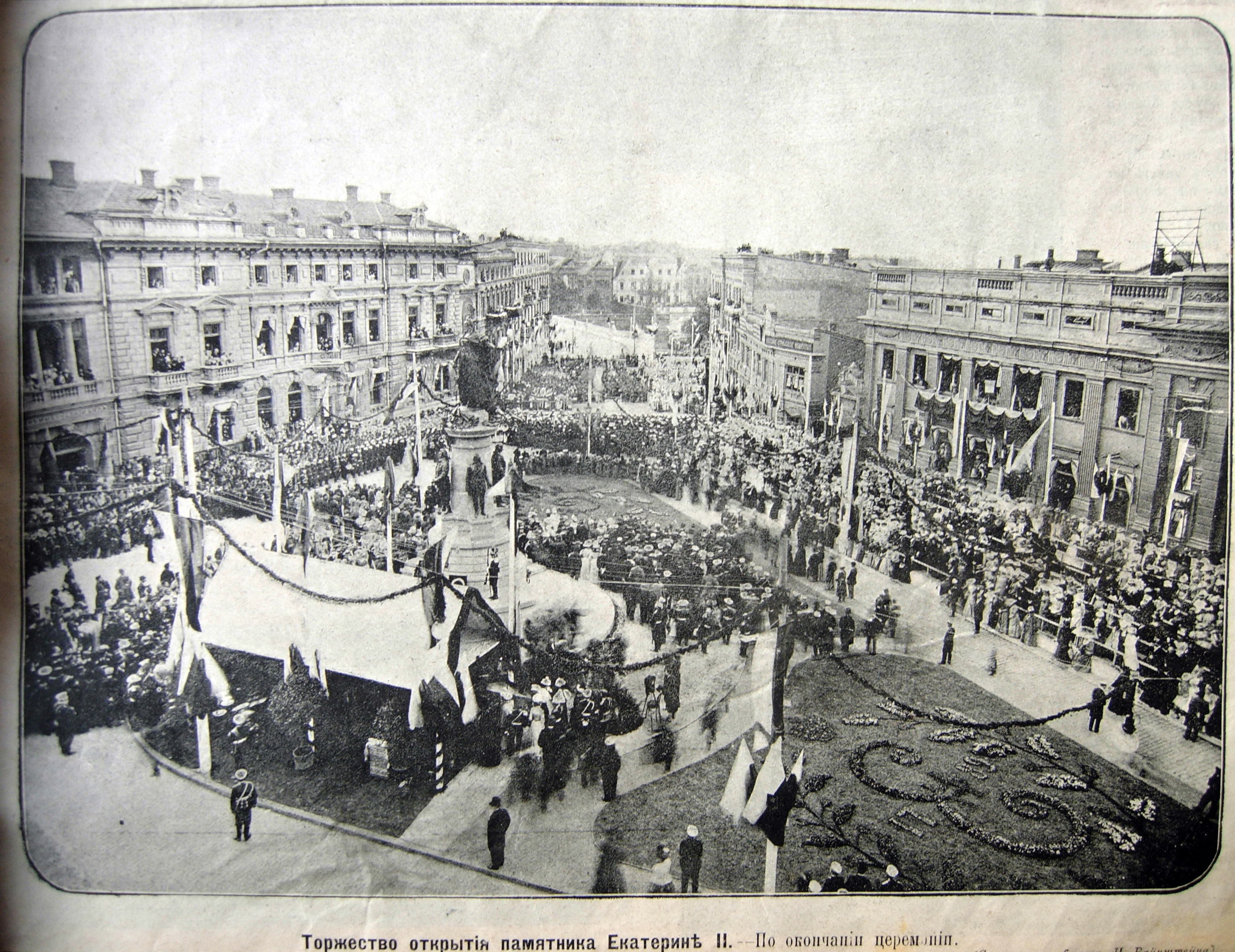
Erste Einweihung

Mit ihrem Erlass von 1794 befahl Katharina II. den Bau der Stadt und des Hafens von Odessa, genau an der Stelle der osmanischen Siedlung Hacıbey. Aus Dankbarkeit errichteten die Odesseten ein Jahrhundert später das Denkmal für Katharina und ihre vier Getreuen.
Als der 100. Jahrestag der Gründung Odessas näherrückte, wurde 1890 dem Stadtrat der Vorschlag unterbreitet, ein Gründerdenkmal zu errichten. Am 23. September 1891 schrieb er einen Architektenwettbewerb aus. Der erste Preis (2.000 Rubel) ging an den einheimischen Architekten Juri Meletjewitsch Dmitrenko, der zweite (1.000 Rubel) an Donato Barkalaja. Nachdem der Innenminister dem Kaiser Bericht erstattet hatte, genehmigte Alexander III. am 14. Januar 1893 den Bau des Denkmals. Die Kosten wurden auf 57.000 Rubel geschätzt. Michail Petrowitsch Popow von der Russischen Kunstakademie fertigte Modelle der Katharina-Skulptur. Die Gründung des Postaments und der Guss der vier Bronzefiguren wurden den Bildhauern Boris Wassiljewitsch Eduards und Leopold Menzione anvertraut. Der Ingenieur war A. A. Sikorski.
Am 6. Mai 1900 wurde das Denkmal auf dem Katharinenplatz feierlich enthüllt. Die Einweihung wurde in der ganzen Stadt gefeiert und endete mit einem Feuerwerk.

### Zerstörung und Ersatz
Drei Jahre nach der Oktoberrevolution und zwei Jahre nach der Ermordung der Zarenfamilie wurde das Katharinendenkmal 1920 abgetragen – unter den ideologischen Vorzeichen des Kampfs gegen den Zarismus. Die Statuen der kaiserlichen Begleiter kamen in das Odessaer Museum für Regionalgeschichte. Dass die vier Bronzefiguren erhalten blieben, war unter anderem Maxim Gorki und den Benois zu verdanken. Die Figur Katharinas wurde teilweise zerstört. Als Ersatz für Katharina diente erst die Andeutung eines Segelschiffs, dann eine Statue von Karl Marx. In Erinnerung an die Russische Revolution 1905 und die Meuterei der Potemkin-Besatzung wurde 1965 ein sowjetisches Heldendenkmal an die Stelle des Katharinendenkmals gesetzt.
Die Bronzefiguren der Gründer Odessas im Museum

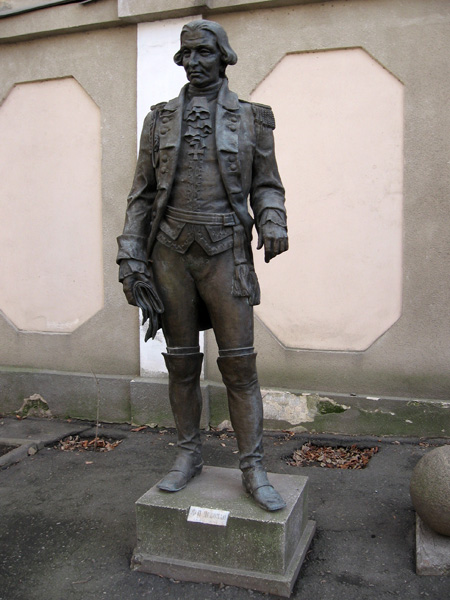
de Wollant
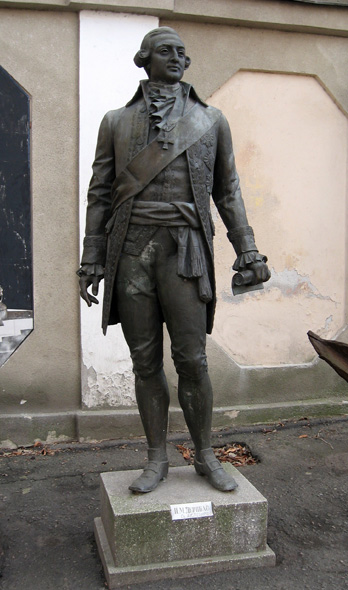
De-Ribas
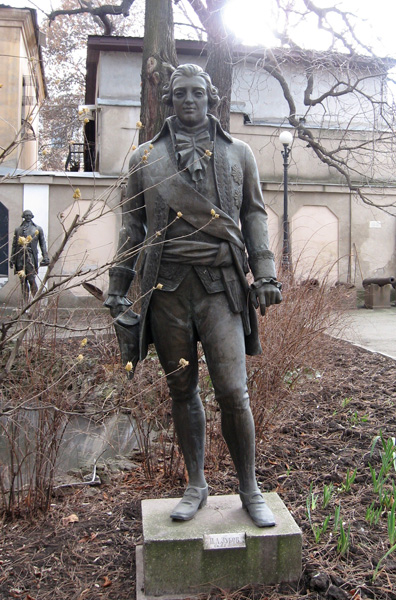
Subow
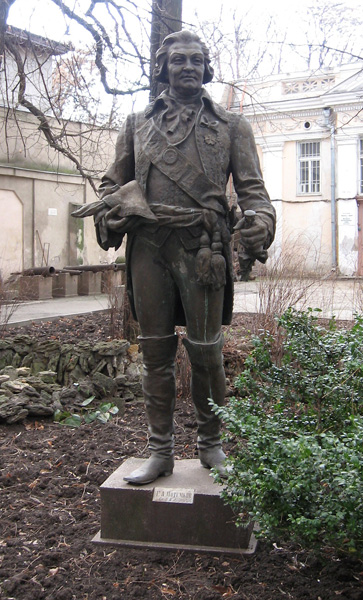
Potemkin

### Pläne zur Rekonstruktion
Mit der Perestroika kam die Idee auf, das Katharinendenkmal wiederherzustellen. Spendensammlungen verliefen im Sande. 1995 wurde dem Stadtrat ein konkreter Plan vorgelegt. Beschlossen wurde die Restaurierung des „Denkmals für die Gründer Odessas“. Die erhaltenen Bronzeteile sollten benutzt, die verlorenen Elemente des Granitsockels ersetzt werden. Gegen diese Pläne intervenierte der Präsident der Ukraine, Leonid Kutschma.
Am 2. Juli 2007 erreichte den Stadtrat eine Eingabe „zur komplexen Wiederherstellung und Verbesserung des Katharinenplatzes mit Nachahmung seines historischen Aussehens“. Am 4. Juli 2007 wurde die Nachbildung und Restaurierung des Katharinendenkmals beschlossen (Beschluss #1401-V). Das Potemkin-Denkmal sollte auf den Zollplatz versetzt werden. Eine Kommission hatte die künstlerische Angleichung des neuen Denkmals an das Vorbild zu überwachen. Alles, auch die bauliche Umgebung des Platzes, sollte aussehen wie 100 Jahre zuvor. Projektleiter waren Stadtrat Ruslan Tarpan, dessen Familie die nötigen Finanzmittel aufbrachte, und Prof. Wladimir Glasyrin. Die Befürworter versprachen sich durch die Wiederherstellung des Denkmals samt des umgebenden Katharinenplatzes die Aufnahme der Altstadt von Odessa in das UNESCO-Welterbe.

## Rekonstruktion des Denkmals

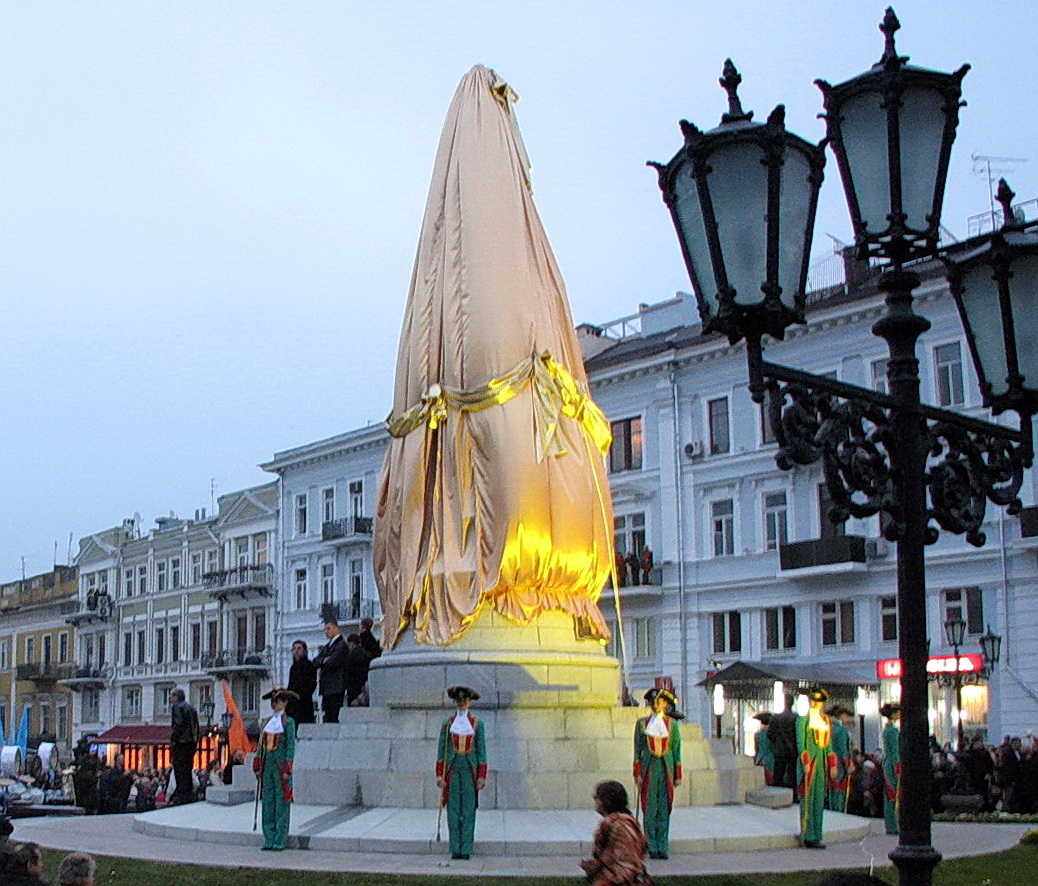
Einweihung des restaurierten Denkmals (2007)

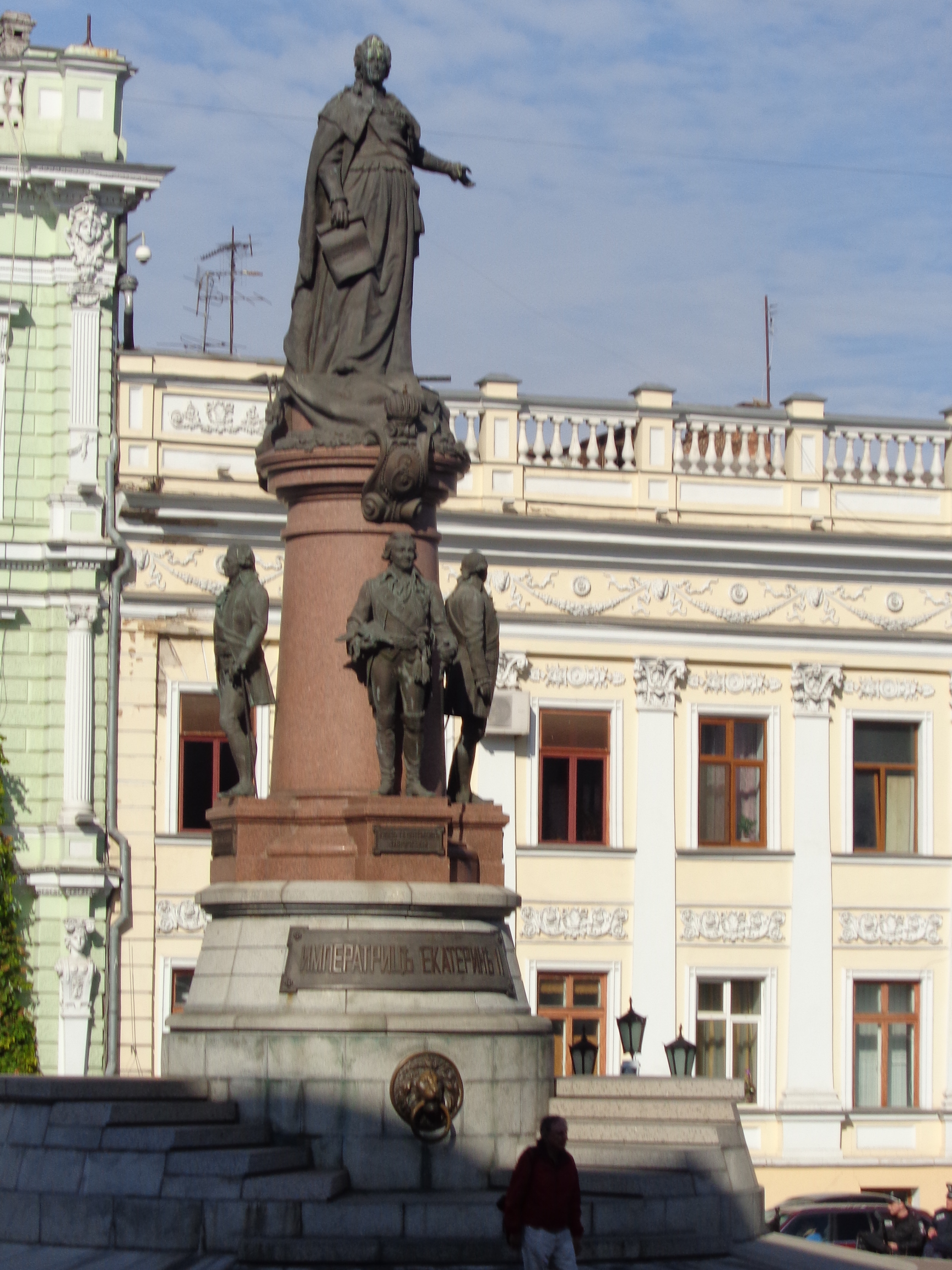
Katharinendenkmal in Odessa (2014)

Zwar war der Kopf von Katharinas Statue erhalten, aber seine Farbtöne ließen sich nicht dem Rest der neuen Statue angleichen. Deshalb wurde die ganze Figur innerhalb weniger Monate neu gegossen. Als Patron des Projekts hatte sich Tarpan für die „Künstlerfabrik“ in Kiew entschieden. Sie hatte schon berühmte Odesseten wie Leonid Ossipowitsch Utjossow, Wera Wassiljewna Cholodnaja und Sergei Issajewitsch Utotschkin in Bronze gegossen. Mit großer Sorgfalt wurde nach dem passenden Granit für die tragenden Elemente und die Zugangsstufen des Denkmals gesucht. Der rote Granit für die Säule stammt aus Jemeljanowo in der südlichen Region Krasnojarsk. Die Grundsteinlegung war am 19. Juli 2007. Die originalen Dokumente und Bauzeichnungen waren innerhalb eines halben Jahres zusammengetragen. Neuerungen am Denkmalsockel sind Bronzeplaketten mit den Namen von Katharinas Mitgründern der Stadt und eine Bronzeplatte mit der Geschichte des Denkmals. 107 Jahre nach der Ersteinweihung und 87 Jahre nach der Zerstörung erlebte das Katharinendenkmal 2007 eine Neuaufstellung.
Die heruntergekommenen oder zerstörten Palais am Katharinenplatz wurden eigens für die Wiedereinweihung des Denkmals restauriert oder ersetzt. Die von Ruslan Tarpan gegründete „Incor Group“ besorgte die architektonische Herrichtung des Katharinenplatzes und der anliegenden Häuser. Dazu gehörten 6000 Stuckverzierungen, gusseiserne Elemente wie Gitterbalkone und Haustüren. In den Rasen der Grünanlagen wurde ein Blumenmonogramm von Katharina II. gepflanzt. Bänke und Straßenlaternen sind im Stil des frühen 20. Jahrhunderts gehalten; aber moderne Lichttechnik erlaubt nächtliche Besuche des Denkmals. Überwachungskameras sind allenthalben installiert. Der eigentliche Platz ist mit Granitfliesen ausgestaltet.
Unter der Teilnahme vieler Odesseten wurde das „Denkmal für die Gründer Odessas“ am 27. Oktober 2007 enthüllt. In allen Einzelheiten bezog sich das „Reenactment“ auf die Einweihung des Katharinendenkmals im Mai 1900. Mädchen in der Uniform des Preobraschenski Leib-Garderegiments umstellten das Denkmal. Männer und Frauen trugen Kostüme aus Katharinas goldenem Zeitalter. Unter Feuerwerk und Salutschüssen wurde das Denkmal vom goldenen Tuch enthüllt. Danach spielte das Philharmonische Orchester Odessa unter dem US-amerikanischen Dirigenten Hobart Earle. Begünstigt durch die zentrale Lage zwischen Stadt und Hafen, wurde das neue Denkmal ein Touristenmagnet.

## Kontroversen
Von mehreren Seiten wurde versucht, das Projekt zu verhindern. Der damalige Präsident der Ukraine Wiktor Juschtschenko und nationalistische Parteien und Bewegungen der Ukraine protestierten gegen ein Denkmal, das die Unterdrückung der ukrainischen Kosaken durch die Russen feiere. In Erwartung von gewaltsamen Störungen hatte Odessas Polizei den Katharinenplatz umstellt und Unterstützer und Gegner des Denkmals getrennt. Seither wurde das Denkmal rund um die Uhr von Sicherheitskräften bewacht. Nach langen Auseinandersetzungen über das Für und Wider setzte das Oberste Gericht der Ukraine im April 2019 einen vorläufigen Schlusspunkt und lehnte den Antrag von Aktivisten auf Abtragung des Denkmals für die Gründer Odessas ab. Für die Bewachung stellte die ukrainische Regierung 2,17 Mio. Hrywnja (entspricht 66.451 €) jährlich (Stand 2021) zur Verfügung. Auch nach dem russischen Überfall auf die Ukraine 2022 wurde die Bewachung zunächst fortgesetzt. Dabei ging es auch um den Schutz der kulturellen und finanziellen Werte der vier Skulpturen, die die Kaiserin umstehen.

## Demontage
Am 30. April 2022 forderte der Aktivist Serhij Sternenko den Abriss des Denkmals. Beispielsweise entstand der Vorschlag, anstelle der ehemaligen Kaiserin ein Denkmal für den Pornodarsteller Billy Herrington aufzustellen. Diskutiert wurde auch der Abbau von Denkmälern für Alexander Wassiljewitsch Suworow, Alexander Sergejewitsch Puschkin und Alexander II. sowie die Änderung von Städtenamen. Am 30. November des gleichen Jahres beschloss der Stadtrat von Odessa, das Denkmal zu entfernen und in das nationale Museum der bildenden Künste Odessa zu verbringen. Zuvor war es durch Pressspanplatten abgeschirmt worden.
Nach einer Petition von Bürgern und einem darauffolgenden offiziellen Beschluss wurde das Denkmal am 28. Dezember 2022 demontiert. Das Denkmal soll in ein Museum überführt werden.